# Dicarpa insinuosa
Dicarpa insinuosa is een zakpijpensoort uit de familie van de Styelidae. De wetenschappelijke naam van de soort is, als Tethyum insinuosum, voor het eerst geldig gepubliceerd in 1912 door Sluiter.